# Pista papillosa
Pista papillosa är en ringmaskart som först beskrevs av Tourtellotte och Kritzler 1988.  Pista papillosa ingår i släktet Pista och familjen Terebellidae.
Artens utbredningsområde är Mexikanska golfen. Inga underarter finns listade i Catalogue of Life.